# Dana Wright
Dana Wright (née le 20 septembre 1959 à Toronto) est une athlète canadienne spécialiste du 400 m et du 400 m haies. 

## Carrière

### Palmarès
| Date | Compétition           | Lieu         | Résultat | Épreuve     | Performance |
| ---- | --------------------- | ------------ | -------- | ----------- | ----------- |
| 1984 | Jeux olympiques d'été | Los Angeles  | 2e       | 4 × 400 m   | —           |
| 1987 | Jeux panaméricains    | Indianapolis | 7e       | 400 m haies | 57 s 50     |

### Records
| Épreuve     | Performance | Lieu | Date |
| ----------- | ----------- | ---- | ---- |
| 400 m       | 53 s 14     |      | 1982 |
| 400 m haies | 57 s 35     |      | 1983 |